# Loi d'Ohm
Pour les articles homonymes, voir Ohm.
La loi d'Ohm est une loi physique empirique qui lie l'intensité du courant électrique traversant un dipôle électrique à la tension à ses bornes. Cette loi permet de déterminer la valeur d'une résistance. La loi d'Ohm a été ainsi nommée en référence au physicien allemand Georg Simon Ohm qui la publie en 1827, dans son œuvre Die galvanische Kette: mathematisch bearbeitet.

## Énoncé de la loi d'Ohm
On note :
- U la tension aux bornes de la résistance ;
- I l’intensité du courant qui circule à travers la résistance ;
- R la valeur de la résistance.

La loi d'Ohm établit que (en convention récepteur) :{\displaystyle U=R\times I}elle peut aussi être sous la forme de V= I x R
Un conducteur ohmique est un dipôle vérifiant la loi d'Ohm. 

### Unités
Dans la loi d'Ohm, la tension est exprimée en volts (V), la résistance en ohms (Ω) et l’intensité en ampères (A).

### Interprétation de la loi d'Ohm
La loi d’Ohm indique que la tension aux bornes d’une résistance est proportionnelle à l’intensité du courant qui la traverse. Ce coefficient de proportionnalité est la valeur de la résistance.
La valeur de la résistance R est une constante et ne varie donc pas lorsque l'on modifie la tension ou l'intensité.

### Utilisation de la loi
Selon son expression et les grandeurs connues, la loi d’Ohm permet d’obtenir différentes grandeurs :
- sous la forme U = R × I,  elle permet de calculer la tension lorsque la résistance et l’intensité sont connues ;
- sous la forme I = U / R, elle permet de calculer l’intensité lorsque la tension et la résistance sont connues ;
- sous la forme R = U / I, elle permet de calculer la résistance lorsque la tension et l’intensité sont connues[3].

## Caractéristique d'un conducteur ohmique
Lorsqu'on trace la caractéristique d'un conducteur ohmique (c'est-à-dire le graphique de la tension en fonction de l'intensité), on obtient une droite passant par l'origine. La pente de cette droite est la valeur de la résistance.

## Point de vue macroscopique

### En courant continu et en régime établi

Représentation schématique d'une résistance parcourue par un courant. La loi d'Ohm relie l'intensité I du courant à la valeur R de la résistance et à la tension U entre ses bornes par la relation.

La différence de potentiel ou tension U (en volts) aux bornes d'un résistor de résistance R (en ohms) est proportionnelle à l'intensité du courant électrique I (en ampères) qui la traverse, ou la résistance R d'un dipôle est égale au quotient de sa tension U par l'intensité I du courant :
{\displaystyle U=R\cdot I}
avec U et I orientées en sens opposés (dipôle en convention récepteur).
N.B. : si U et I sont orientées dans le même sens (dipôle en convention générateur), la loi devient alors :
{\displaystyle -\,U=R\cdot I}.
On peut en déduire :
{\displaystyle I={\frac {U}{R}}} ou {\displaystyle R={\frac {U}{I}}}.
Cette loi porte le nom de Georg Ohm qui a travaillé sur le comportement des conducteurs métalliques. Elle s'applique de manière satisfaisante aux conducteurs métalliques thermostatés. Lorsque la température varie, la valeur de la résistance varie également de manière plus ou moins simple, ce qui impose d'introduire des termes correctifs. Par convention, on conserve la loi et on introduit les termes correctifs dans la valeur de la résistance du conducteur.

### En courant alternatif
La loi précédente se généralise au cas des courants sinusoïdaux en utilisant les notations complexes. On note U et I respectivement la tension et le courant complexes. La loi d'Ohm s'écrit alors :
{\displaystyle {\underline {U}}={\underline {Z}}\cdot {\underline {I}}}
où Z est l'impédance complexe du dipôle considéré, qui peut être constitué de dipôles linéaires (résistances, condensateurs et inductances).

### Dans un circuit RLC série
Par application de la loi des mailles,
{\displaystyle u(t)=R\;i(t)+L\,{\frac {\mathrm {d} i}{\mathrm {d} t}}+{\frac {1}{C}}\int _{}i\,\mathrm {d} t.}
Avec :
- R la résistance du circuit, en ohms (Ω) ;
- L l'inductance de la bobine, en henrys (H) ;
- C la capacité électrique du condensateur, en farads (F).

## Point de vue local (mésoscopique)

### Énoncé de la loi d'Ohm locale
D'un point de vue local, c'est-à-dire mésoscopique, la loi (locale) d'Ohm s'énonce en disant que la mobilité des porteurs de charge est indépendante de {\displaystyle \left\|{\vec {E}}\right\|}.
À noter que la loi d'Ohm doit respecter certaines conditions :
- l'homogénéité et l'isotropie du milieu ;
- la grandeur considérée ne doit pas varier trop rapidement dans le temps.

Si on note μ la mobilité des porteurs de charge, leur vitesse s'écrit alors {\displaystyle {\vec {v}}=\pm \,\mu {\vec {E}}} (la direction du mouvement dépend du signe des porteurs) ; la densité de courant {\displaystyle {\vec {\jmath }}} associée à une densité de porteurs n vaut quant à elle :
{\displaystyle {\vec {\jmath }}=q\,n\,{\vec {v}}=q\,n\,\mu \,{\vec {E}}},
où q est la charge électrique du porteur (en valeur absolue).
On note σ = q n μ la conductivité électrique du matériau (pour un seul type de porteur).
On a alors la loi locale d'Ohm pour un seul type de porteur :
{\displaystyle {\vec {\jmath }}=\sigma \,{\vec {E}}}.
Si on a plusieurs types de porteurs, comme les électrons et les trous dans un semi-conducteur ou des ions différents dans un électrolyte, la densité de courant devient :
{\displaystyle {\vec {\jmath }}=\sum _{k}n_{k}q_{k}{\vec {v}}_{k}},
avec {\displaystyle {\vec {v}}_{k}=\mu _{k}{\vec {E}}},
donc {\displaystyle {\vec {\jmath }}=\left(\sum _{k}n_{k}\,q_{k}\,\mu _{k}\right){\vec {E}}}.
On a alors la conductivité totale :
{\displaystyle \sigma =\sum _{k}n_{k}\,q_{k}\,\mu _{k}}.
Voir aussi Loi de Nernst-Einstein.

### Rapport avec la loi d'Ohm macroscopique: définition de la résistance
Considérons une portion de conducteur d'un point A à un point B et de section droite S, on a alors la différence de potentiel qui vaut :
{\displaystyle V_{A}-V_{B}=\int _{A}^{B}{\vec {E}}\cdot \mathrm {d} {\vec {\ell }}}
et l'intensité :
{\displaystyle i=\iint _{S}{\vec {\jmath }}\cdot \mathrm {d} {\vec {S}}=\iint _{S}\sigma {\vec {E}}\cdot \mathrm {d} {\vec {S}}=\sigma \iint _{S}{\vec {E}}\cdot \mathrm {d} {\vec {S}}}.
Multiplions par une constante la différence de potentiel VA – VB, alors les conditions aux limites sont inchangées ainsi que les lignes de champ de {\displaystyle {\vec {E}}}, et l'expression {\textstyle \iint _{S}{\vec {E}}\cdot \mathrm {d} {\vec {S}}} est multipliée par la même constante. Par conséquent le rapport (VA – VB)/i est indépendant de cette constante, c'est une « constante » (il dépend quand même de divers paramètres tels la température) appelée résistance électrique et notée R. Elle se calcule comme suit :
{\displaystyle R={\frac {V_{A}-V_{B}}{i}}={\frac {\displaystyle \int _{A}^{B}{\vec {E}}\cdot \mathrm {d} {\vec {\ell }}}{\displaystyle \sigma \iint _{S}{\vec {E}}\cdot \mathrm {d} {\vec {S}}}}}
Cette formule permet de calculer la résistance de diverses géométries de matériaux (filiforme, cylindrique, sphérique, etc.).